# Stadler He 4/4
Die Stadler He 4/4 ist die stärkste Zahnradlokomotive der Welt.

## Bedarf
Die Stadler He 4/4 ist eine gemischte Zahnrad-Adhäsion-Lokomotive. Sie hat zwei zweiachsige einzelachsangetriebene Drehgestelle mit zusätzlich je zwei Antriebszahnrädern, also mit der Achsfolge Bozz' Bozz'. Sie wird seit 2011 von Stadler Rail in der Schweiz in einer Stückzahl von vorerst sieben Stück für die MRS Logística, Brasilien, hergestellt. Es gibt eine Option für drei weitere Lokomotiven.
Ihr Einsatzgebiet ist der Zahnradabschnitt der Bahnstrecke Santos–Jundiaí. Diese Strecke verbindet die brasilianische Hafenstadt Santos mit den Städten São Paulo und Jundiaí in einer Spurweite von 1600 mm. Zwischen Raiz da Serra und Paranapiacaba führt sie über einen rund acht Kilometer langen Zahnstangenabschnitt. Dieser ist mit einer dreilamelligen Zahnstange des Systems Abt und mit einer Oberleitung, welche mit einer Gleichspannung von 3 kV betrieben wird, ausgerüstet.

## Technik
Die Lokomotive besitzt einen Mittelführerstand mit zwei schmäleren Vorbauten. Der klimatisierte Führerstand hat eine Fußbodenhöhe von 2450 mm und ist damit so hoch wie möglich angeordnet, unter anderem deswegen, damit der Lokomotivführer bei Bergfahrt über die vorgestellten Wagen blicken kann. Der Lokomotivführer sitzt vor einem quer zur Fahrrichtung eingebauten Führerpult und kann seinen Sitz in die Fahrtrichtung drehen. Auf jedem Vorbau ist über dem Drehpunkt des Drehgestells jeweils ein mit drei Schleifstücken versehener Stromabnehmer montiert. Die Vorbauten sind um die Höhe des abgesenktem Stromabnehmers niedriger als das Führerhaus ausgeführt. Damit liegen Vorbauten, Stromabnehmer und Führerhaus im gleichen Lichtraumprofil.
Die Lokomotive besitzt für jede angetriebene Achse und jedes Zahnrad einen eigenen Motor, es gibt somit insgesamt acht Fahrmotoren. Die Dauerleistung beträgt 5000 kW. Bei der Fahrt im Zahnstangenabschnitt arbeiten die Adhäsionsmotoren mit und erbringen so rund 25 % der Zug- oder Bremskraft.
Die Primärfederung ist wegen des Zahnradantriebes sehr steif ausgeführt. Die Höhe des Zahnradeingriffes kann durch Unterlegen von Beilagenplatten an die Abnutzung der Antriebsräder angeglichen werden. Die Drehgestelle sind verwindungsweich ausgeführt und besitzen Gleitlager am mittleren Querträger.
Der Rahmen der Lokomotive ist auf eine Längsdruckkraft von 5000 kN ausgelegt.
Die Lokomotiven besitzen zwei voneinander unabhängige Antriebseinheiten, die auch die Rückspeisung des Bremsstromes in die Oberleitung ermöglichen. Für den Streckenunterhalt besitzen sie auf der Bergseite die Möglichkeit zur Einspeisung von einem externen Generator, womit eine fahrleitungsunabhängige Talfahrt möglich ist.
Die Lokomotiven sind mit Kupplungen und Anhängebremsensystem nach Regel der Association of American Railroads ausgestattet.

## Betriebliches
Bei der ersten Lokomotive erfolgte die Werksabnahme im Juni 2012. Der Transport vom Schweizer Hersteller zum Einsatzgebiet gestaltete sich aufwendig: Alle Lokomotiven wurden zunächst – in Kasten und Drehgestelle zerlegt – auf der Straße mit Tiefladern zum Rheinhafen Birsfelden gebracht. In Basel wurden die Lokomotiven dann endmontiert und mit Binnenschiffen zum Hafen von Antwerpen verbracht, was etwa zehn Tage dauerte. Dort wurden sie auf ein Hochseeschiff umgeladen. Die Reise nach Brasilien dauerte dann etwa vier Wochen. Dort wurden sie im Hafen des Stahlwerks Usiminas in Cubatão angelandet und mit Tiefladern zu einem einige hundert Meter entfernten Gleisanschluss der MRS Logística gefahren. Die ersten beiden Lokomotiven begannen ihre Testfahrten im Herbst 2012. Drei weitere Lokomotiven trafen im Januar 2013 ein.
Das Lichtraumprofil der Lokomotiven ist größer als bei den anschließenden Adhäsionsstrecken, so dass die Lokomotiven nur zwischen Raiz da Serra und Paranapiacaba eingesetzt werden und die Hauptwerkstätten der MRS Logística S.A. nicht ohne weiteres erreichen können. Sie erhalten deshalb vor Ort eine eigene Werkstätte.
Die auf dieser Strecke beförderten Güterwagen haben keine eigene Zahnradbremse, deshalb muss die Lokomotive immer talseitig stehen. Es ist eine Doppeltraktion zweier Lokomotiven vorgesehen. Dies erlaubt, als Vorstelllast Wagen mit einem Gewicht von 850 Tonnen zu befördern.